# موتور زرگرها شماره ۲
موتور زرگرها شماره ۲ یک منطقهٔ مسکونی در ایران است که در دهستان ارزوئیه واقع شده‌است. موتور زرگرها شماره ۲ ۱۳۴ نفر جمعیت دارد.